# Sven Koenig

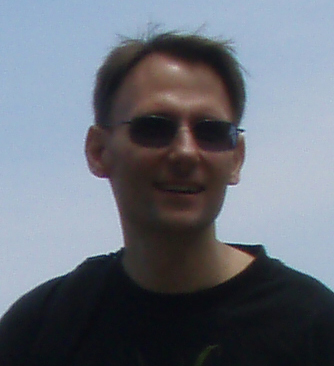
Sven Koenig

Sven Koenig (* 12. Februar 1964) ist ein deutscher Wissenschaftler mit dem Forschungsschwerpunkt Künstliche Intelligenz und Professor für Informatik an der University of Southern California.

## Leben
Sven Koenig studierte Informatik und Betriebswirtschaftslehre an der Universität Hamburg und schloss sein Studium der Betriebswirtschaftslehre 1991 mit einem Diplom ab und ein Jahr später auch sein Studium der Informatik, ebenfalls mit Diplom. Außerdem erreichte er im Jahr 1991 einen Master-Abschluss der University of California at Berkeley in Informatik und einen weiteren, zwei Jahre später, an der Carnegie Mellon University.
1997 schloss er seine Promotion mit dem Titel Goal-Directed Acting with Incomplete Information, ebenfalls an der Carnegie Mellon University, ab. Seit September 2003 ist Koenig Professor für Informatik an der University of Southern California.
2022 sollte Koenig eine Alexander-von-Humboldt-Professur an der Universität Ulm erhalten. Er blieb jedoch an der USC.